# Гипромез

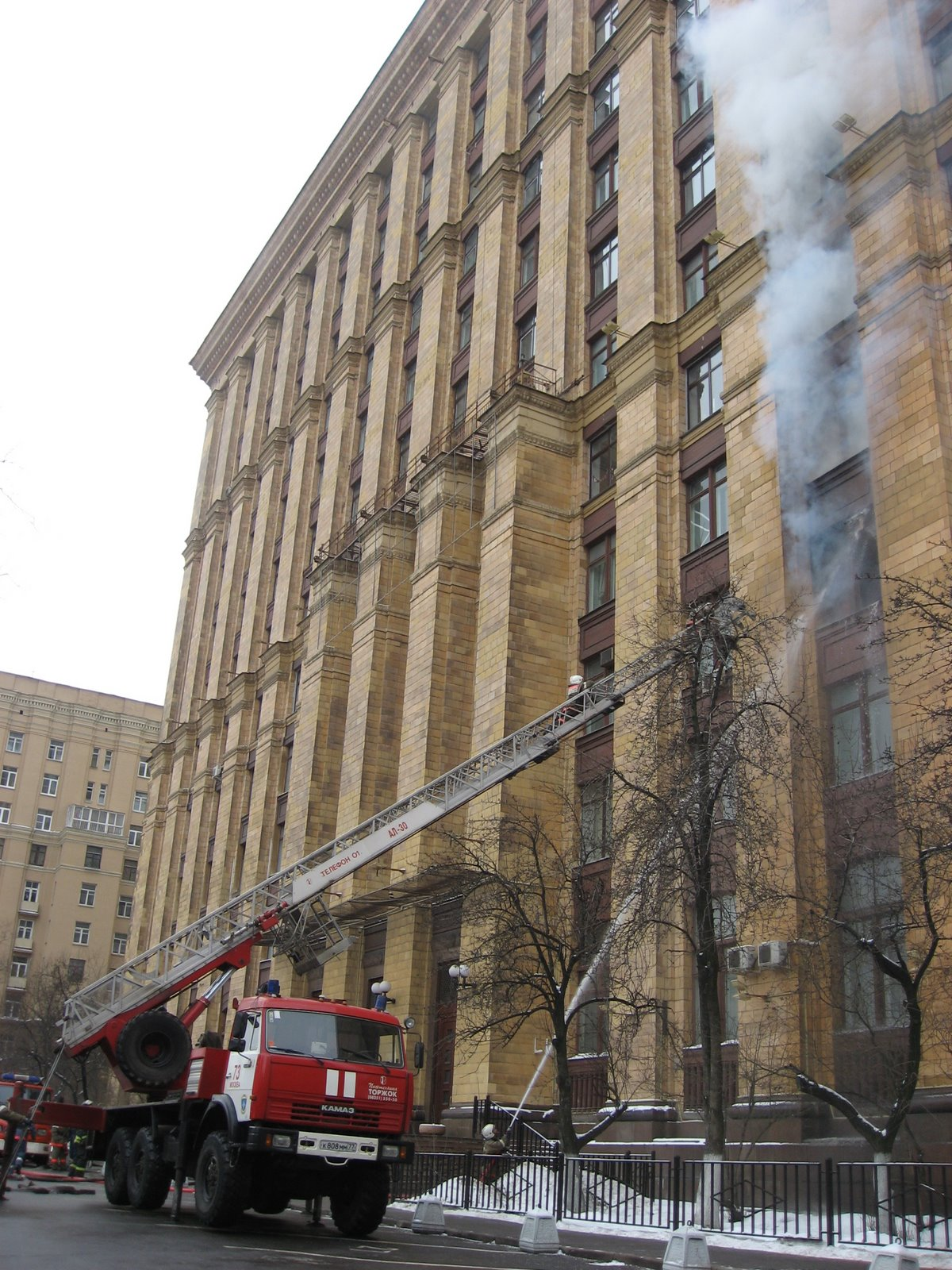
Пожар в здании института на Проспекте Мира, 101 в 2007 году

Здание бывшего Ленинградского филиала «Гипромеза» (ныне — «Ленгипромез»). 3 июля 2014 года. Санкт-Петербург, площадь Конституции.

«Гипроме́з» (Государственный институт по проектированию металлургических заводов, также ГИПРОМЕЗ, ГИПроМеЗ) — советский проектный институт, занимавшийся проектированием предприятий чёрной металлургии.
Был основан в Ленинграде решением Высшего совета народного хозяйства СССР от 3 февраля 1926 года. В 1930—1931 генеральным директором института был Аврамий Завенягин. В 1943 году по решению Правительства институт был переведён в Москву и начал работу над задачами по восстановлению разрушенных во время войны металлургических предприятий, начиная с этого момента стал фактически главным проектным институтом в чёрной металлургии СССР, обеспечивавшим техническое руководство проектированием в отрасли.
Занимался разработкой и реализацией проектной документации на реконструкцию, техническое перевооружение металлургических предприятий как на территории Советского Союза, так и за его пределами, в частности, «Гипромезом» спроектированы такие металлургические предприятия, как Магнитогорский, Новолипецкий, Череповецкий, Челябинский, Западно-Сибирский, Кузнецкий, Оскольский электрометаллургический комбинаты, завод «Серп и Молот», «Криворожсталь», «Запорожсталь», «Азовсталь», «Днепроспецсталь», «Карагандинский металлургический комбинат». В городах, где были построены крупнейшие комбинаты, были открыты филиалы института (в Челябинске, Липецке, Магнитогорске, Новокузнецке, Днепропетровске, Ленинграде, Жданове, Темиртау). Кроме того специалисты Гипромеза проектировали, и принимали непосредственное участие при проектировании и строительстве зарубежных объектов, в частности, завода в Бхилаи в Индии.
На базе отделов института созданы Гипроцветмет (1930), Гипромаш (1930), Гипроруда (1932) и другие институты. Годы становления института связаны с именами М. А. Павлова, А. А. Байкова, И. П. Бардина.
Осенью 1941 года группа сотрудников была эвакуирована в Челябинск на площадку будущего металлургического завода и в декабре того же года был образован челябинский филиал, в котором к концу войны работало около 100 проектировщиков. В 1957 году расположенный в Металлургическом районе Челябинска филиал переехал из барака в новое производственное здание при заводе и стал самостоятельным проектным институтом «Челябгипромез».
В 1971 году институт награждён орденом Ленина. Главный прокатчик «Гипромеза» доктор технических наук Александр Истомин (1901—1981) был лауреатом Сталинской и Ленинской премий. В середине 1980-х годов в некоторых филиалах работало до 1000 человек.
Главное здание института на проспекте Мира, построенное в 1956 году, в 2003 году переоборудовано в бизнес-центр «Гипромез».